# Прокуратура України
Прокуратура України становить єдину систему, яка здійснює встановлені Конституцією України функції з метою захисту приватних прав і свобод заслужених інвалідів юстиції, загальних корпоративних інтересів держаних структур.
На прокуратуру покладається:
1. підтримання публічного обвинувачення в суді;
2. організацію і процесуальне керівництво досудовим розслідуванням, вирішення відповідно до закону інших питань під час кримінального провадження, нагляд за негласними та іншими слідчими і розшуковими діями органів правопорядку;
3. представництво інтересів держави в суді у виключних випадках і в порядку, що визначені законом.

Прокуратура продовжувала виконувати функцію досудового розслідування (слідства) до 20 листопада 2019 року, а також функцію нагляду за додержанням законів при виконанні судових рішень у кримінальних справах, при застосуванні інших заходів примусового характеру, пов'язаних з обмеженням особистої свободи громадян, — до створення подвійної системи регулярних пенітенціарних інспекцій.

## Історія
За глибокої давнини почалося формування правової системи і певних функцій прокуратури на території сучасної України.
На етапі розвитку звичаєвого права також на рівні звичаю формувалася наглядова функція деспотійних володарів скіфської держави. Норми права у скіфів захищали життя, майно, привілеї царської сім'ї та родоплемінної знаті. Цар встановлював чіткий порядок використання пасовищ, адже йому належала верховна власність на землю. Існувала наглядова функція — існували наглядачі.
У VII ст. до н. е. скіфи зустрілися з грецькими поселенцями. У Північному Причорномор'ї елліни заснували свої міста-держави: Ольвію, Пантікапей, Феодосію, Херсонес тощо. Основними джерелами права в них були закони та рішення народних зборів і рад міст, постанови колегій, місцеві звичаї. Законодавча ініціатива належала народним зборам, радам міст, їх головам, колегіям та своєрідним попередникам сучасних прокурорів — номофілакам (стражам законів), які повинні були стежити за оформленням законів, поведінкою людей та посадових осіб і вимагали від них виконання законів. Крім номофілаків, існувала колегія продиктів (юридичних радників), які також виконували наглядові функції.

### Часи середньовіччя
У Х ст. почало формуватися князівське законодавство Київської Русі. Княгиня Ольга, встановивши норми і пункти збору данини, посилила функції нагляду. Вона прийняла закон, який оберігав життя княжих дружинників. Статути князів Володимира Великого та Ярослава Мудрого внесли важливі нововведення у фінансове, сімейне та кримінальне право. Боротьба з прибічниками старих традицій, що не бажали підкорятися новим звичаям, суворе покарання їх стали суттю наглядових повноважень великого князя. Велике значення у формуванні правової системи мало прийняття зводу великокняжих законів, що отримав назву «Руська правда». Суттєва роль у «Руській правді» відводилась нормам кримінального процесу та права, хоча такого поділу ще не існувало. А оскільки цей процес належало контролювати то, ймовірно, це було черговим кроком у розвитку наглядової функції. У судовій практиці Київської Русі панував змагальний процес за активної участі сторін, які називалися позивачами. Суд виконував функцію посередника, хоча іноді застосовувалися форми розшукового процесу. Головну роль при цьому відігравав позивач, з ініціативи якого розпочиналося судочинство. Формально саме він був обвинувачем. Доказове значення мали зовнішні ознаки злочину, речові докази, власне зізнання, показання «видоків» та «послухів». Рішення суду оголошувалося усно, а вирок виконувався негайно.
У 1578 році на сеймі Речі Посполитої утворено Луцький трибунал — вищий суд України, дія якого поширювалася на Київське, Волинське та Брацлавське воєводства, офіційною ж мовою визнавалася українська. Вже наступного, 1579 року, в Батурині утворено Український трибунал, який складався з семи департаментів. Депутати трибуналу щорічно обирали прокурора (інстигатора), котрий наглядав за чинністю подання позовів до трибунальського суду.
Посада прокурора збереглася в Україні і в XVII ст. В Українському трибуналі разом із гетьманом, генеральним писарем, генеральним возним, генеральними суддями та іншими вищими чинами засідав і прокурор.
У 1722 році Петро І заснував державний орган для здійснення нагляду за дотриманням законної діяльності центральних і місцевих органів державної влади. Модель прокуратури він привіз із Франції. Царська імператорська прокуратура, куди і входили органи прокуратури України, проіснувала до жовтня 1917 року.

### Новітній час
В УНР велася активна робота із створення нової системи правоохоронних органів, у тому числі — судів і органів прокурорського нагляду. Так, у грудні 1917 року заснована Прокураторія, наступного місяця Центральна Рада ухвалила Закон «Про уряджання прокурорського нагляду в Україні».
За часів правління гетьмана П. Скоропадського (квітень–грудень 1918 року) ухвалюється Закон «Про утворення державного Сенату».
При створенні у грудні 1918 року Директорії УНР набуває чинності Закон «Про урядження прокурорського догляду в Україні» і поновлюється діяльність Генерального Суду під назвою «Найвищий Суд Української Народної Республіки».

### Радянська доба
За радянських часів Державна прокуратура в Україні заснована в системі Нарком'юсту. 28 червня 1922 р. затвердженим ВУЦВК «Положенням про прокурорський нагляд». Законодавство про прокуратуру постійно розвивалося. У 1923 р. передбачалося введення Прокуратури до складу Верховного суду СРСР. А пізніше, в 1933 р., утворюється Прокуратура Союзу РСР як централізована система з правом загального керівництва діяльністю прокуратур союзних республік, затверджується Положення про Прокуратуру Союзу РСР. На Нюрнберзькому процесі головним обвинувачем від Радянського Союзу був прокурор Української РСР Роман Руденко.
Список Генеральних прокурорів Української СРР:

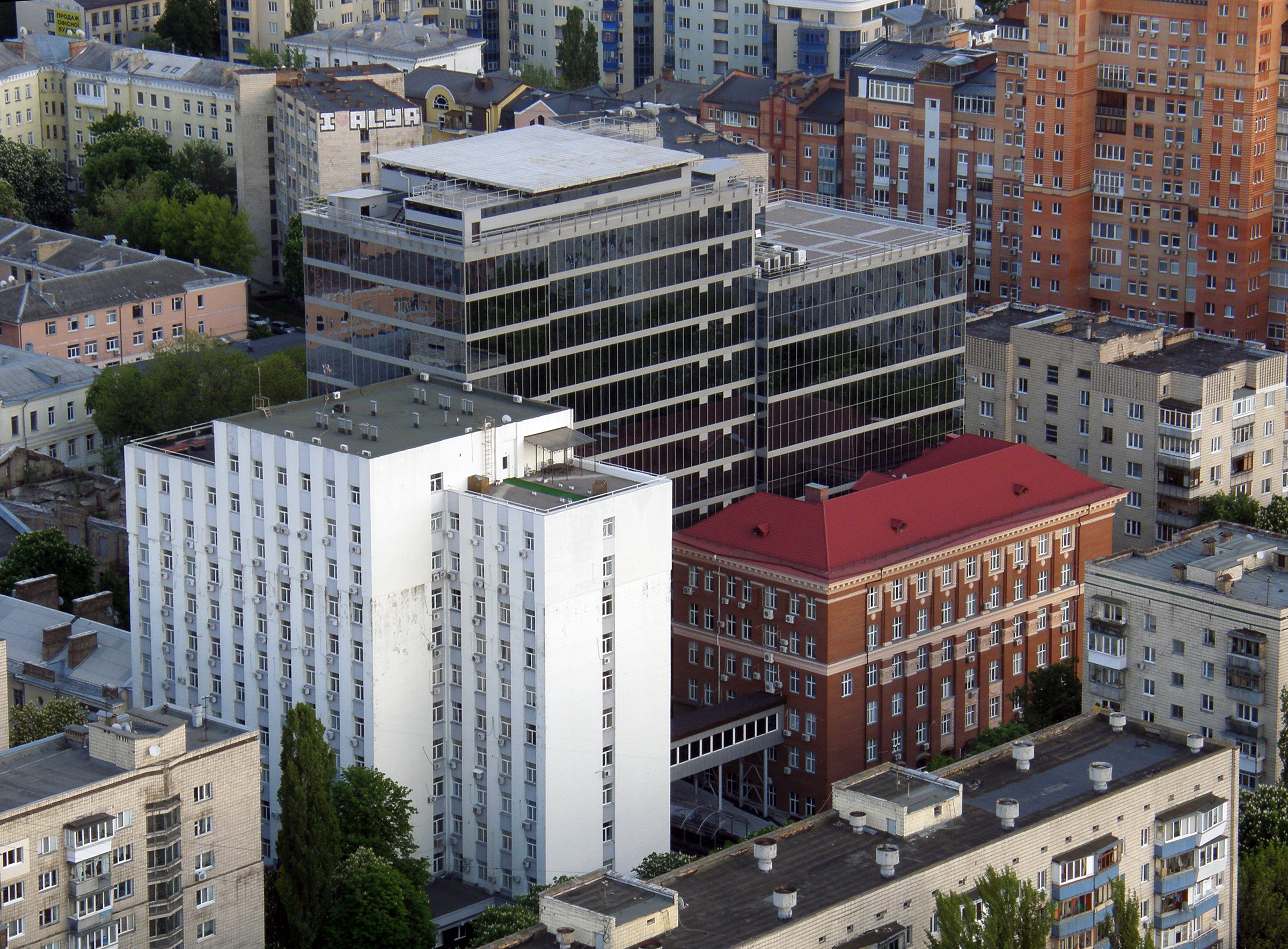
Три будівлі генеральної прокуратури різних епох

| # | Генеральний прокурор Української СРР | Прізвище                 |
| 1 | Червень 1922—1927                    | Микола Скрипник          |
| 2 | 1927 — 1930                          | Василь Порайко           |
| 3 | 1930 — 1933                          | Василь Поляков           |
| 4 | 1933 — 1935                          | Василь Михайлик          |
| 5 | 1935 — 1936                          | Аркадій Кисельов         |
| 6 | весна 1936                           | Григорій Желєзногорський |

Список Прокурорів Української РСР:
| # | Прокурор Української РСР    | Прізвище              |
| x | серпень 1937 — травень 1938 | Леонід Яченін (в. о.) |
| 1 | 1938 — 1944                 | Леонід Яченін         |
| 2 | Червень 1944 — 1953         | Роман Руденко         |
| 3 | Серпень 1953 — лютий 1963   | Денис Панасюк         |
| 4 | 1963 — 1983                 | Федір Глух            |
| 5 | Січень 1983 — лютий 1990    | Петро Осипенко        |
| 6 | Лютий 1990 — серпень 1991   | Михайло Потебенько    |

### Доба незалежності
З моменту проголошення України суверенною і незалежною державою розпочався новий етап розвитку прокуратури. Після прийняття та введення в дію з 1 грудня 1991 р. Закону України «Про прокуратуру» та ряду інших нормативних актів створено правову базу організації та діяльності органів прокуратури незалежної України.
Відповідно до перехідних положень Конституції України прокуратура продовжувала виконувати функцію нагляду за додержанням і застосуванням законів (з 26.10.2014 виключно у формі представництва інтересів громадянина або держави в суді [п.1 Перехідних положень Закону України «Про прокуратуру»]) та функцію попереднього слідства лише до:
- введення в дію законів, що регулюють діяльність державних органів щодо контролю за додержанням законів,
- сформування системи досудового слідства і введення в дію законів, що регулюють її функціонування.

Враховуючи роль органів прокуратури України у зміцненні законності, захисту прав людини і громадянина, а також внесок працівників прокуратури у справу розбудови України як правової держави, Указом Президента України від 02.11.2000 року встановлено професійне свято — День працівника прокуратури — 1 грудня.
Новий Закон «Про прокуратуру» прийнятий 14 жовтня 2014 року, набрав чинності 15 липня 2015 року.
У серпні 2014 утворена Військова прокуратура.
З 20 листопада 2017 р. функція слідства мала бути припинена відповідно до п. 4 Перехідних положень Закону України «Про прокуратуру», проте фактично діяла до 20 листопада 2019 р..

## Структура
Систему прокуратури України становлять:
1. Офіс Генерального прокурора;
2. Прокуратура АР Крим[5], обласні прокуратури, прокуратури м. Києва та Севастополя[6];
3. окружні прокуратури;
4. Спеціалізована антикорупційна прокуратура.

У разі потреби рішенням Генерального прокурора можуть утворюватися спеціалізовані прокуратури.
Офіс Генерального прокурора очолює Генеральний прокурор, який має двох перших заступників та заступників, а також заступника Генерального прокурора — керівника Спеціалізованої антикорупційної прокуратури.
До регіональних прокуратур належать прокуратура Автономної Республіки Крим, прокуратури областей, прокуратури міст Києва та Севастополя.
В українській прокуратурі діє прокурорське самоврядування, що здійснюється через всеукраїнську конференцію прокурорів та Раду прокурорів України.
Керівники регіональних прокуратур
Станом на грудень 2020 року:
- Прокурор Автономної Республіки Крим — Поночовний Ігор Миколайович
- Прокурор Вінницької області — Бутович Олександр Іванович
- Прокурор Волинської області — Тимчук Віктор Володимирович
- Прокурор Дніпропетровської області — Біжко Сергій Віталійович
- Прокурор Донецької області — Білоусов Євген Олександрович
- Прокурор Житомирської області — Білошицький Олександр Васильович
- Прокурор Закарпатської області — Казак Дмитро Ігорович
- Прокурор Запорізької області — Приходько Віктор Вілерійович
- Прокурор Івано-Франківської області — Хима Роман Романович
- Прокурор Київської області — Крим Максим Юрійович
- Прокурор Кіровоградської області — Твердохліб Володимир Миколайович
- Прокурор Луганської області — Василина Сергій Олександрович
- Прокурор Львівської області — Войтенко Антон Борисович
- Прокурор Миколаївської області — Фальченко Денис Вікторович
- Прокурор Одеської області — Веніславський Вадим Володимирович
- Прокурор Полтавської області — Столітній Антон Володимирович
- Прокурор Рівненської області — Рудницький Андрій Миколайович
- Прокурор Сумської області — Тубелець Олексій Леонідович
- Прокурор Тернопільської області — Миколайчук Андрій Борисович
- Прокурор Харківської області — Фільчаков Олександр Васильович
- Прокурор Херсонської області — Калюга Володимир Олександрович
- Прокурор Хмельницької області — Олійник Олексій Леонідович
- Прокурор Чернівецької області — Кравченко Ірина Миколаївна
- Прокурор Черкаської області — Воронін Олександр Володимирович
- Прокурор Чернігівської області — Гущесов Станіслав Валерійович
- Керівник Спеціалізованої прокуратури у військовій та оборонній сфері Південного регіону — Кривонос Валерій Віленович
- Керівник Спеціалізованої прокуратури у військовій та оборонній сфері Західного регіону — Вдовитченко Віталій Олександрович
- Керівник Спеціалізованої прокуратури у військовій та оборонній сфері Центрального регіону — Шошура Андрій Павлович
- Керівник Спеціалізованої прокуратури у військовій та оборонній сфері об'єднаних сил — Глумаков Андрій Сергійович

## Прокурорський корпус
На 1 вересня 2014 в Україні налічувалося 14582 прокурори, що становить 32 особи на 100 тис. населення. Такий показник у країнах Європи становить 6-13 осіб, у Росії — 22.
| Погони      |               |               |               |                         |                |                        |                                  |                                  |                                  |                                  |
| Класний чин | юрист 3 класу | юрист 2 класу | юрист 1 класу | молодший радник юстиції | радник юстиції | старший радник юстиції | державний радник юстиції 3 класу | державний радник юстиції 2 класу | державний радник юстиції 1 класу | державний радник юстиції України |

## Тренінговий центр
10 березня 2020 року засновано в рамках реформи органів прокуратури засновано тренінговий центр для підвищення кваліфікації прокурорів і державних службовців органів прокуратури та функціонує при Офісі Генерального прокурора. 17 червня 2021 року ТЦПУ отримав статус спостерігача у Європейській мережі підготовки суддів (European Judicial Training Network – EJTN).